# Diandrolyra
Diandrolyra är ett släkte av gräs. Diandrolyra ingår i familjen gräs.
Kladogram enligt Catalogue of Life:
| Diandrolyra | \| \| Diandrolyra bicolor \| \| \| \| \| \| Diandrolyra tatianae \| \| \| \| |
|             | \| \| Diandrolyra bicolor \| \| \| \| \| \| Diandrolyra tatianae \| \| \| \| |
|             | Diandrolyra bicolor                                                          |
|             |                                                                              |
|             | Diandrolyra tatianae                                                         |
|             |                                                                              |